# TGN1412
TGN1412 (CD28-SuperMAB lub TAB08) – robocza nazwa potencjalnego immunologicznego leku opracowanego przez niemieckiego profesora Thomasa Hüniga z Uniwersytetu w Würzburgu i wdrażanego przez firmę TeGenero Immuno Therapeutics. Miał być lekiem stosowanym w leczeniu chorób autoimmunologicznych, zapalnych i białaczki.
Po obiecujących rezultatach badań na małpach, rozpoczęto procedurę I fazy badań klinicznych na ochotnikach. Badania były przeprowadzone przez firmę Parexel w Northwick Park Hospital w północno-zachodnim Londynie w marcu 2006 roku. 
U wszystkich 6 osób, którym podano TGN1412, w ciągu kilkudziesięciu minut od iniekcji zaobserwowano ostre reakcje zapalne, które zagrażały ich życiu, a w związku z tym wymagały natychmiastowego przeniesienia pacjentów na oddziały intensywnej terapii. Efekt ten zaskoczył badaczy, gdyż u małp nie zaobserwowano negatywnych skutków działania leku nawet przy 500-krotnie większej dawce, a receptory supresorowych limfocytów T, na które skierowany był lek, są takie same u małp i u ludzi.
W późniejszych badaniach ustalono, że TGN1412 aktywował u ludzi także pomocnicze limfocyty T, które w odpowiedzi rozpoczęły masową produkcję cytokin, powodując silną reakcję zapalną organizmu. Dawka początkowa zastosowana u ludzi była źle obliczona i spowodowała obsadzenie ok. 90% receptorów, podczas gdy wartość ta nie powinna przekraczać 10%.
Sprawa doprowadziła do upadku firmy TeGenero, natomiast sam lek został wykupiony przez firmę rosyjską, która przeprowadziła dalsze badania leku pod nazwą zmienioną na TAB08. Dawkę początkową ustalono na 0,1% ilości podanej w Anglii, i stwierdzono, że podwyższenie jej do 5% dawki z Anglii prowadzi do aktywacji jedynie regulatorowych limfocytów T. W roku 2016 rozpoczęto fazę II badań klinicznych.